# Lijst van spelers van EBOH
Dit is een lijst van voetballers die minimaal één officiële wedstrijd hebben gespeeld in het eerste elftal van de Nederlandse voormalig betaaldvoetbalclub EBOH.

## A
- Hans Alleman

## B
- Inge Barendregt
- Jan Bens
- Dick de Boeff
- Jas Boor
- Jan Brassien
- Broeders
- Harrie Broeders
- Wim Broere
- Rein de Bruyn

## C
- Jan Confurius

## D
- Van Dalen
- Eric Detiger
- Kees Dielissen
- Bertus Dufijn

## E
- Van der Elst

## F
- Bertsu du Fijn
- Ries Fok

## G
- Ad de Geus
- Van Gils
- Van Gorssel
- Van der Graaf
- De Groot

## H
- B. Hamerlinck
- Arie Hegemans
- Kees Heijligers
- Aad van den Heuvel
- Wim van de Heuvel
- Bas Hijbeek
- Van Hoof

## J
- G. Jansen
- Kees de Jong

## K
- Van Kooten
- G. van Kooten
- Wim Kwakernaat

## L
- Leemans
- Jan Leermakers
- Pieter Luyten

## O
- Jan Oosthoek
- Ooyen

## P
- Proost

## R
- Hennie Roelevink
- Jaap Romijnse
- Rowel

## S
- Cor Scheurwater
- Jan Scheurwater
- Joop Schnebeli
- Wim Schnebeli
- Arie Schoon
- Eef Schoon
- Jan Schoon
- Piet Schoon
- W. Schoon
- Wietse Smid
- Bertus Spoor

## T
- Henk Tak

## V
- In 't Veld
- Henk de Visser
- Jacq de Visser
- Jan de Visser
- Leen de Visser
- Hans de Vos

## W
- De Weerd
- Fred Wouters

## Z
- Jan Zijdemans